# المحرق (شرس)

تعديل مصدري - تعديل

المحرق هي إحدى قرى عزلة شرس الاعلى بمديرية شرس التابعة لمحافظة حجة، بلغ تعداد سكانها 61 نسمة حسب تعداد اليمن لعام 2004.